# Апостольский викариат Летисии
Апостольский викариат Летисии (лат. Vicariatus Apostolicus Laetitiae) — апостольский викариат Римско-Католической Церкви с центром в городе Летисия, Колумбия. Апостольский викариат Инириды подчиняется непосредственно Святому Престолу и распространяет свою юрисдикцию на часть территории департамента Амасонас. Кафедральным собором апостольского викариата Летисии является церковь Пресвятой Девы Марии.

## История
8 февраля 1951 года Римский папа Павел VI издал буллу «Quo efficacius», которой учредил апостольскую префектуру Летисии, выделив её из апостольского викариата Какеты (сегодня — Епархия Мокоа-Сибундоя).
23 октября 2000 года Римский папа Иоанн Павел II выпустил буллу «Cum in Praefectura», которой преобразовал апостольскую префектуру Летисии в апостольский викариат.
21 февраля 2013 года апостольский викариат Летисии передал часть своей территории для образования нового апостольского викариата Пуэрто-Легисамо-Солано.

## Ординарии апостольского викариата
- епископ Marceliano Eduardo Canyes Santacana O.F.M.Cap.[1] (11.01.1952 — 4.03.1989);
- епископ Alfonso Yepes Rojo (4.03.1989 — 21.05.1990);
- вакансия (1990—1997);
- епископ William de Jesús Ruiz Velásquez (8.07.1997 — 23.10.2000);
- епископ José de Jesús Quintero Díaz (23.10.2000 — по настоящее время).

## Источник
- Annuario Pontificio, Libreria Editrice Vaticana, Città del Vaticano, 2003, ISBN 88-209-7422-3
- Булла Quo efficacius, AAS 43 (1951), стр. 356  (лат.)
- Булла Cum in Praefectura  (лат.)